# Eucharia culoti
Eucharia culoti là một loài bướm đêm thuộc phân họ Arctiinae, họ Erebidae.